# PM Press
PM Press är ett amerikanskt oberoende förlag som specialiserar sig på radikal, marxistisk och anarkistisk litteratur. De publicerar även kriminalromaner, musik och politiska dokumentärfilmer. 
Förlaget grundades 2007 och har kontor i San Francisco Bay Area, Los Angeles och West Virginia, med huvudkontor i New York.

## Verksamhet
Förlaget har bland annat givit ut The Traffic Power Structure som är en översättning av den svenska boken Trafikmaktordningen som skrevs av Planka.nu och fick 28 000 kr i statligt stöd från statens kulturråd.